# 端敬王后
端敬王后慎氏（1487年—1557年），本貫居昌，朝鮮王朝第十一代國王中宗李懌之元妃。

## 生平
燕山君五年（1499年），慎氏與晉城大君行嘉禮，初封府夫人（郡號未詳）。1506年，中宗剛即位時被封為王妃，因其父左議政慎守勤（亦為燕山君之國舅）在中宗反正中被殺，功臣們懼怕將來因此被報復，逼迫中宗于九月九日廢黜慎妃，逐出宮外，在位只有7日。她在仁王山的山上掛上裙擺好讓中宗看到，中宗怕朝廷命官員聽到或看到會下賜死藥給慎氏喝。
中宗十年（1515年），章敬王后得產病逝後，勳舊派和士林派曾經為慎氏復位問題展開爭論。明宗十二年，慎氏去世，享壽71歲（虛歲），無子女。
英祖十五年（1739年）被追尊為「端敬王后」，又加上徽號「恭昭順烈」，全稱「恭昭順烈端敬王后」，葬於京畿道楊州市長興面日迎里的温陵。

## 相關影視作品及飾演者
- 《趙光祖（朝鲜语：조광조 (드라마)）》：1996年KBS電視劇，金慧利（朝鲜语：김혜리 (1969년)） 飾。
- 《女人天下》：2002年SBS電視劇，金姬貞 飾。
- 《師任堂，光的日記》：2017年SBS電視劇，尹錫花（朝鲜语：윤석화） 飾。
- 《七日的王妃》：2017年KBS電視劇，朴敏英 飾。